# NDTV Criciúma
NDTV Criciúma é uma emissora de televisão brasileira sediada em Criciúma, porém concessionada em Xanxerê, ambas cidades do estado de Santa Catarina. Opera no canal 3 (28 UHF digital) e é afiliada à Record. Integra a NDTV, rede de televisão pertencente ao Grupo ND.

## História
A emissora foi inaugurada como TV Xanxerê em 29 de dezembro de 1992, pertencente à Rede de Comunicações Eldorado e afiliada à Rede OM Brasil. No ano seguinte, foi renomeada para RCE TV Xanxerê, usando a sigla do grupo, ao mesmo tempo em que a OM Brasil foi substituída pela Rede CNT.
Em 1.º de fevereiro de 2008, a emissora passou a integrar o Grupo RIC, formado por Mário Petrelli no estado do Paraná, tornando-se componente da RIC TV. Assim como a filial itajaiense e as antigas emissoras da Rede SC, o Grupo RIC se tornou controlador desses canais por um acordo de gerenciamento local. Com a mudança, ela passou a se chamar RIC TV Xanxerê.
Em 8 de agosto de 2017, a emissora deixou de produzir programas locais após a demissão da maioria dos seus profissionais. A medida, segundo o presidente do Grupo RIC, Marcello Petrelli, foi tomada por conta da crise econômica do país. Com a extinção das produções locais, a emissora passou a retransmitir a programação gerada pela RIC TV Chapecó, tendo apenas a inserção de comerciais locais e produção de matérias para os telejornais. A essa altura, a RIC TV Xanxerê já tinha o seu sinal restrito apenas ao município sede, enquanto suas retransmissoras já haviam sido passadas para o controle do canal chapecoense.
Em 3 de dezembro de 2019, com o desmembramento do Grupo RIC em Santa Catarina e a criação da NDTV, passou a se chamar NDTV Xanxerê. Ao mesmo tempo, para equiparar o controle acionário das demais emissoras que pertenciam diretamente ao Grupo ND, o Grupo Record vendeu 70% das ações da NDTV Xanxerê, passando a ser apenas acionista minoritário da emissora.
Em 2020, a NDTV elaborou um projeto para implantar uma filial da rede na cidade de Criciúma, no sul catarinense, algo que já era desejo dos seus proprietários há anos. O plano inicial do Grupo ND e do Grupo Record era a aquisição da TV Primavera, controlada pela Igreja Internacional da Graça de Deus, mas o negócio não foi adiante porque os donos rejeitaram a proposta. A NDTV partiu então para um plano B, criando uma nova estrutura do zero e utilizando a concessão da NDTV Xanxerê como geradora.
A NDTV Criciúma foi lançada oficialmente em 8 de dezembro, sem uma cerimônia em razão do distanciamento social provocado pela pandemia do COVID-19, mas contando com a presença do presidente do Grupo ND, Marcelo Corrêa Petrelli, e do prefeito de Criciúma, Clésio Salvaro, além de nomes da NDTV como Cacau Menezes e Moacir Pereira, que também vieram à Criciúma para participar da estreia. A nova programação local estreou às 11h50 com o Balanço Geral Criciúma, apresentado por João Paulo Messer, seguido do Ver Mais, revista eletrônica apresentada por Giselle Tiscoski. Com sua entrada no ar, a NDTV Criciúma também passou a atender outros 45 municípios do sul catarinense que antes recebiam o sinal da NDTV Florianópolis.

## Sinal digital
| Canal virtual | Canal digital | Proporção de tela | Programação                                     |
| ------------- | ------------- | ----------------- | ----------------------------------------------- |
| 3.1           | 28 UHF        | 1080i             | Programação principal da NDTV Criciúma / Record |

A então RIC TV Xanxerê iniciou suas transmissões digitais em caráter experimental em 20 de julho de 2016, pelo 28 UHF. Em 25 de julho, lançou oficialmente seu sinal digital e sua programação local totalmente em alta definição.
Transição para o sinal digital
Com base no decreto federal de transição das emissoras de TV brasileiras do sinal analógico para o digital, a NDTV Criciúma cessou suas transmissões pelo canal 3 VHF em 15 de outubro de 2021.